# Letteratura di Malta

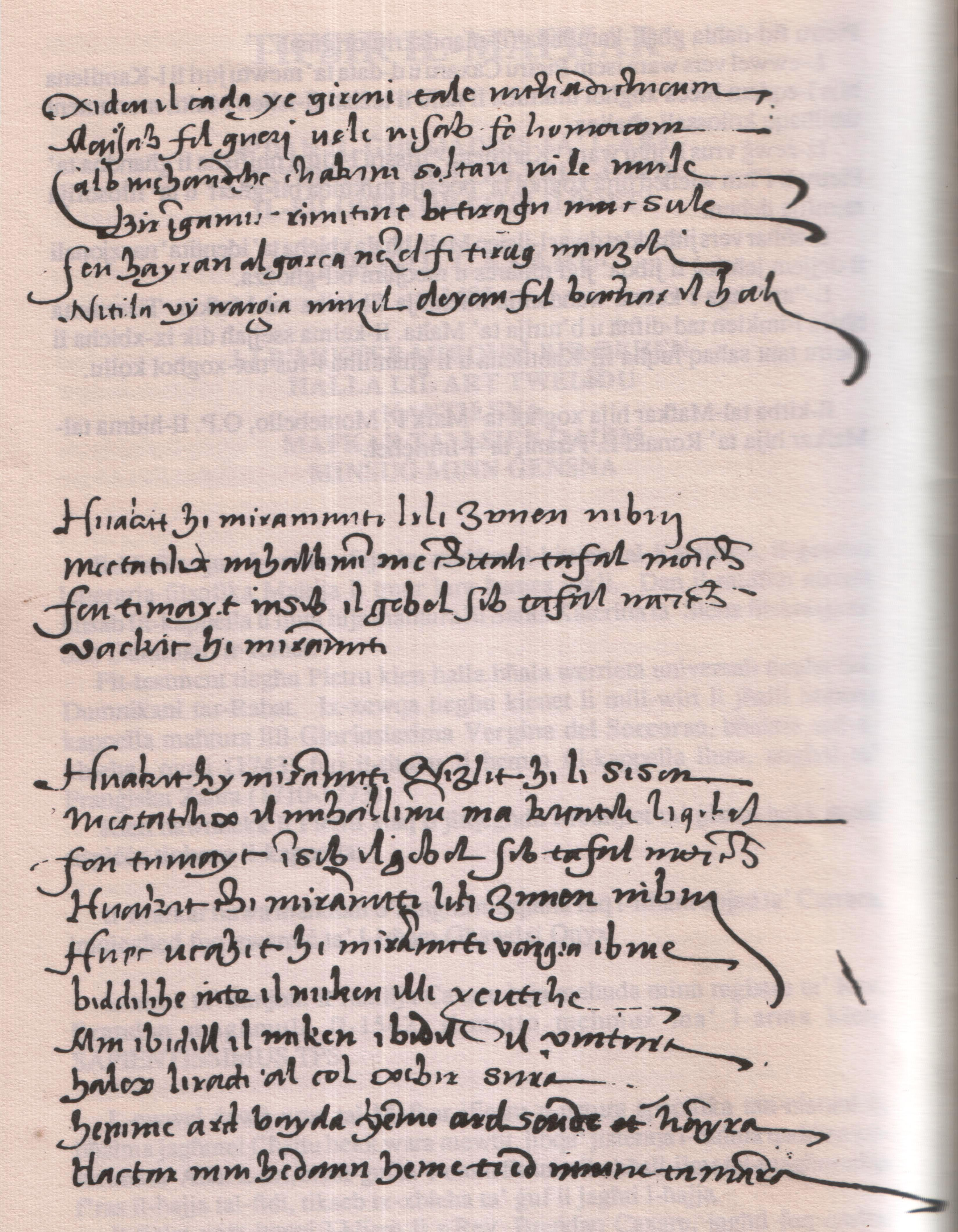
Cantilena di Pietru Caxaro, primo documento letterario in maltese

La letteratura maltese comprende le opere letterarie prodotte da scrittori e poeti dell'isola di Malta, prevalentemente in lingua maltese a partire dal Medioevo.

## Storia

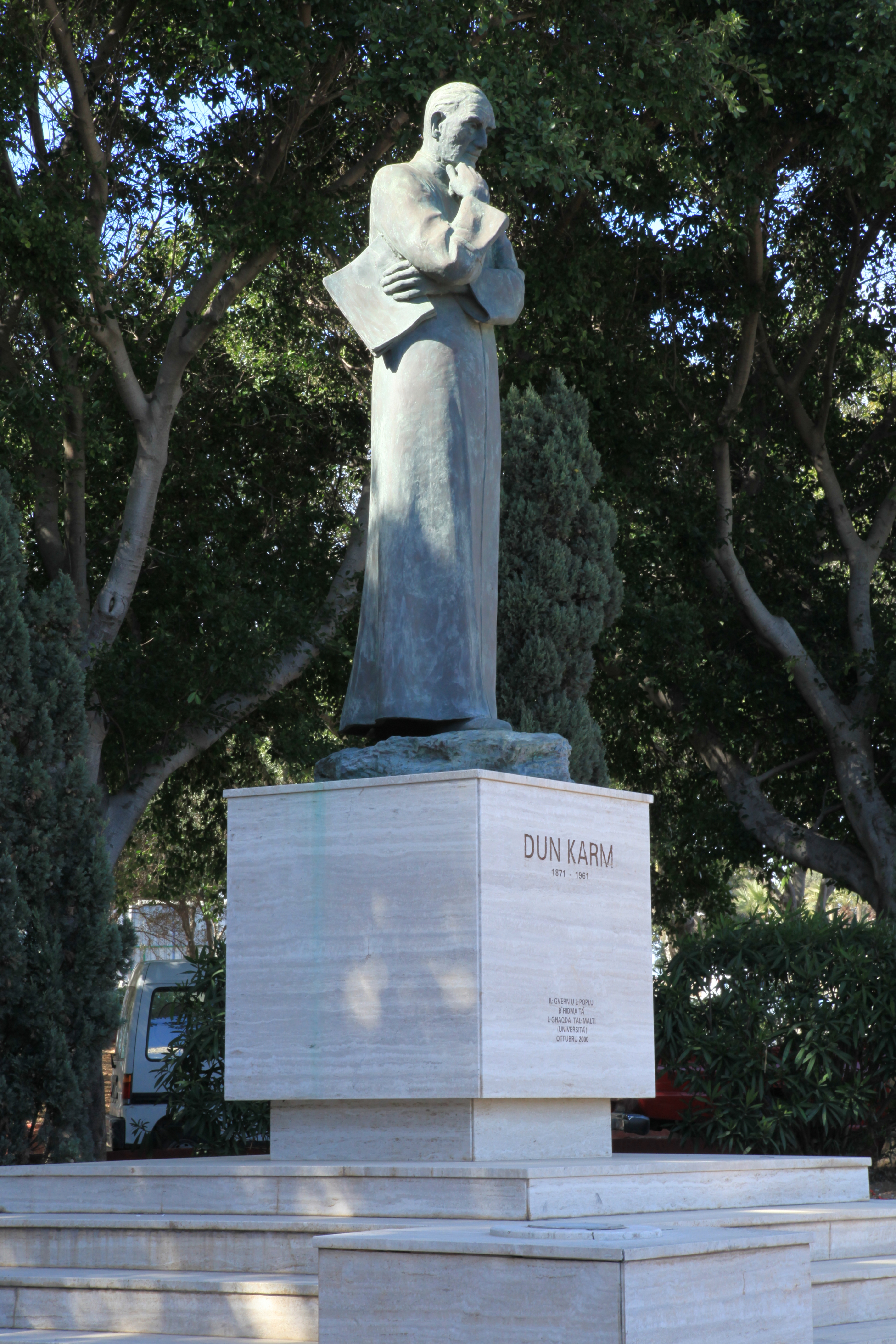
Monumento a Dun Karm, poeta nazionale maltese

La più antica attestazione letteraria in lingua maltese è una poesia di Pietru Caxaro, Xideu ja gireni. Molti intellettuali hanno commentato la poesia tra i quali il professor Arnold Cassola, il professor Joseph M. Brincat e il romanziere Frans Sammut.
Nell'Ottocento vi fu un vero e proprio rinascimento letterario maltese, con figure come Gian Anton Vassallo (1817-1868) e altri.
Il poeta nazionale di Malta, Carmelo Psaila ("Dun Karm") (1871-1961), scrisse in maltese, inglese, italiano ed esperanto. Della sua poesia si sono occupati Oliver Friggieri e Mario Azzopardi.
Nel dopoguerra, in parallelo al processo di decolonizzazione, Malta conobbe un movimento di "risveglio letterario"; vi presero parte:
- il poeta Oliver Friggieri, professore all'Università di Malta[7]
- il "romanziere nazionale" Frans Sammut (1945-2011), noto per i romanzi Il-Gagga [La Gabbia] (sul quale si basa l'omonimo film[8]), Samuraj[9] [Samurai], Paceville[10] e Il-Holma Maltija[11]  [Il Sogno maltese] (tradotto in esperanto con il titolo La Malta Revo[12])
- il drammaturgo Alfred Sant (poi divenuto primo ministro di Malta), i cui testi sono raccolti in Fid-Dell tal-Katidral u Drammi Ohra[13] [All'ombra della cattedrale e altri drammi]
- Lino Spiteri (poi divenuto ministro delle finanze in due governi), noto per il suo romanzo Rivoluzzjoni Do Minore[14] [Rivoluzione Do Minore] e le sue novelle.
- Mary Meilak, prima poetessa maltese, attiva con molteplici pubblicazioni tra il 1945 e il 1971
- Anton Buttigieg, poeta e ministro degli esteri
- altri letterati quali Ġan Anton Vassallo, Dwardu Cachia, Anastasio Cuschieri, Ninu Cremona, Ġuze Delia, Ġorġ Zammit, Ġorġ Pisani

La letteratura maltese contemporanea è dominata da opere in maltese (Alex Vella Gera e Guze' Stagno ad esempio) e alcune in inglese (Francis Ebejer ad esempio). Ci sono pochissime opere in italiano, come le poesie del giudice John Joseph Cremona e l'ebook Il Sindaco di Racalmusci, di Albert Caruana. Nel XXI secolo spicca anche la figura di Immanuel Mifsud, primo scrittore maltese ad aggiudicarsi il Premio letterario dell'Unione europea, nel 2011, col romanzo Fl-Isem tal-Missier (tal-iben).
A questi autori, conosciuti per le loro opere in prosa, possiamo aggiungere le figure dei poeti Mario Attard e Patrick J. Sammut. Nel 2012 questi due autori hanno pubblicato la raccolta di versi Sponde Amanti, in cui ognuno dei due esprime la propria "indole poetica":  Attard produce versi caratterizzati da un "soffuso velo di malinconia" e da un "forte senso di spiritualità", mentre dalle poesie di Patrick Sammut traspare il suo amore per le piccole cose e per le gioie fugaci della vita, così come la passione per la propria terra (Malta) e per l'Italia tramite componimenti che non smettono mai di sondare la realtà quotidiana.

## Poeti maltesi
- Giovan Francesco Buonamico
- Anton Buttigieg
- Antoine Cassar
- Pietru Caxaro
- Oliver Friggieri
- Mary Meilak
- Vincenzo Maria Pellegrini
- Carmelo Psaila

## Drammaturghi maltesi
- Washington Borg
- Frans Sammut

## Scrittori maltesi
- Giovan Francesco Buonamico
- May Butcher
- Pietru Caxaro
- Edward De Bono
- Manwell Dimech
- Lou Drofenik
- Oliver Friggieri
- Giuseppe Muscat Azzopardi
- Vincenzo Maria Pellegrini
- Carmelo Psaila
- Frans Sammut
- Mark A. Sammut
- Alfred Sant
- Mabel Strickland
- Mikiel Anton Vassalli